# سكاي أندرو
سكاي أندرو (بالإنجليزية: Sky Andrew)‏ هو لاعب تنس الطاولة بريطاني، ولد في 31 مارس 1962 في نيوهام في المملكة المتحدة.

## وصلات خارجية
- سكاي أندرو على موقع أوليمبيديا (الإنجليزية)
- سكاي أندرو على موقع اللجنة الأولمبية البريطانية (الإنجليزية)